# Nesti (Rapper)

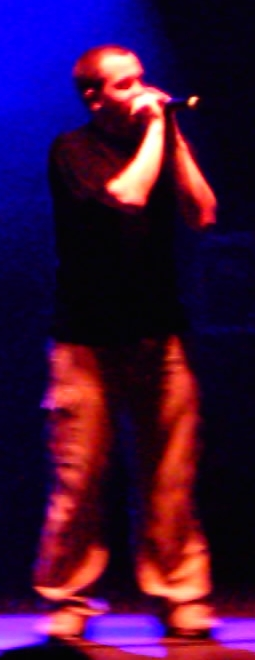
Nesti live (2005)

Nesti (* 1977 in Goch, eigentlich Jens Ernesti) ist ein ehemaliger deutscher Rapper.

## Leben
Nach seinem Schulabschluss absolvierte Ernesti eine kaufmännische Ausbildung und studierte dann parallel zu seiner Musikkarriere.
Ernesti trat bei verschiedenen Konzerten mehrfach mit der Formation Die Firma auf, woraufhin er an diversen Battles als Freestyle-MC mehrere Preise gewann. Gemeinsam mit Hendrik Schmidt (DJ Use) bildete er das Duo Die Spezialisten. Bevor sie 1999 beim Kölner Label La Cosa Mia einen Vertrag bekamen, nahmen sie an vielen Jams teil. Fader Gladiator von Die Firma produzierte gemeinsam mit ihnen das Titelstück seines Solo-Albums Der Innere Kreis, welches auch als Single ausgekoppelt wurde.
Sein erstes Soloalbum Die Andere Seite erschien im September 2001 und enthielt 16 Titel. Auf diesem thematisierte er verschiedene Momentaufnahmen aus seinem Leben. Unterstützt wurde er auf dem Album von der Band Die Firma, Future Rock, ABS und DJ Use.
2002 nahm er gemeinsam mit Albino als Das Syndikat das Album Echolot auf.
Im Juli 2006 erschien die Single „Liebe ist…“, mit der er in den deutschen Singlecharts erfolgreich war und Platz 56 erreichte.
Im September 2006 machte er mit Albino eine Tournee durch Deutschland, Österreich und die Schweiz.
Die Produktion des zugehörigen Albums Vier Jahreszeiten, welches im Oktober 2006 veröffentlicht wurde, übernahm Fader Gladiator. Das Album konnte sich allerdings nicht in den Charts platzieren.
Ernesti ist verheiratet und hat zwei Kinder. Jens Ernesti war bis Oktober 2017 Ratsmitglied und Fraktionsvorsitzender von Bündnis 90/Die Grünen in Grefrath. Er arbeitete zwischen Oktober 2017 und Oktober 2020 als Wirtschaftsförderer für die Gemeinde Grefrath. Er ist Sozialwissenschaftler und schreibt an seiner Doktorarbeit.
Seit dem 1. Mai 2021 ist Ernesti Dezernent für Soziales, Gesundheit und Arbeit des Kreises Viersen.

## Diskografie

### Alben
- 2001: Die Andere Seite
- 2006: Vier Jahreszeiten

### Singles
- 2006: Liebe ist…
- 2006: Irgendwann (feat. Die Firma)

### Kollaborationen
- 1999 Heartcore (Vinyl-Maxi zusammen mit Albino, Song: No doubt)
- 2000 Vertuscht & Verschleiert (Album) (zusammen mit Albino, Song: Retter in der Not)
- 2002 Vogelfrei (zusammen mit Albino, Song: All-Macht-Phantasien und Kleine Welt)
- 2005 Echolot (CD-Album zusammen mit Albino unter dem Namen Syndikat)
- 2006 Überlebenstraining (zusammen mit Albino, Song: "Gutes Gefühl?")